# István Somodi

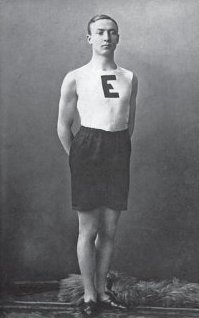
István Somodi (1908)

István Somodi (* 22. August 1885 in Kolozsvár, Königreich Ungarn; † 8. Juni 1963 in Cluj) war ein ungarischer Hoch- und Weitspringer.
Bei den Olympischen Zwischenspielen 1906 in Athen wurde er Achter im Weitsprung und Sechster im Standweitsprung. Im Hochsprung kam er nicht unter die ersten acht.
1908 teilte er sich beim Hochsprung der Olympischen Spiele in London mit übersprungenen 1,88 m die Silbermedaille mit Con Leahy und Géo André, hinter Harry Porter (1,905 m).
1905 wurde er nationaler Meister im Weitsprung, 1908 im Hochsprung.